# Iglesia de San Lázaro (Lárnaca)
La Iglesia de San Lázaro o Agios Lazaros (en griego: Ιερός Ναός Αγίου Λαζάρου), es una iglesia de finales del siglo noveno en Lárnaca (Chipre). Pertenece a la Iglesia ortodoxa chipriota, iglesia autocéfala de la Iglesia Ortodoxa griega.

## Historia
La Iglesia de San Lázaro toma el nombre de Lázaro de Betania, personaje del Nuevo Testamento que es resucitado entre los muertos por Jesús. Según la tradición ortodoxa, en algún momento después de la Resurrección de Cristo, Lázaro se vio obligado a huir de Judea y refugiarse en Chipre. Allí fue nombrado por San Pablo y San Bernabé como el primer obispo de Quitim (actual Lárnaca). Se dice que vivió durante treinta años más y a su muerte fue enterrado por segunda y última vez en donde se encuentra la actual Iglesia de San Lázaro.
La iglesia fue fundada a principios del año 900 d. C., por iniciativa de León VI el Sabio (886-912 d. C.). El antiguo emperador bizantino se había llevado a Constantinopla los restos mortales de San Lázaro de Betania por ello quiso "recompensar" a Chipre poniendo en marcha la construcción de la nueva iglesia en conmemoración del Santo. Son muchas las leyendas que existen alrededor de la iglesia y de San Lázaro de Betania, una de ellas cuenta que fue la misma Virgen María la que tejió y entregó a mano el palio episcopal de Lázaro. Esta tradición ha servido históricamente para argumentar la independencia de la Iglesia Ortodoxa de Chipre, la cual es actualmente autocéfala de la Iglesia Ortodoxa de Grecia.
La iglesia es un edificio alargado, con un santuario tripartito, ábsides semicirculares internos y externos de tres lados y un ábside de cinco lados en el centro. La estructura interior de la iglesia está dividida en tres naves con pilares voluminosos dobles. Mayoritariamente es una iglesia de estilo bizantino, aunque también tiene reministencias del gótico, barroco y rococó. Históricamente la Iglesia de San Lázaro ha sido uno de los principales lugares de culto cristiano de Chipre. Las excavaciones demuestran además que la iglesia actual es probablemente la tercera estructura edificada donde anteriormente se hallaban dos santuarios.
El pórtico de la iglesia presenta rastros con inscripciones en griego, latín y francés. Durante la dominación otomana, la iglesia fue transformada en mezquita por los turcos. Posteriormente, se volvió a convertir en iglesia a finales del siglo XVI alojando tanto ceremonias y misas ortodoxas como católicas. Hasta que más tarde fue consagrada como templo exclusivamente ortodoxo que es como permanece en la actualidad.
La iglesia posee un bello iconostasio de madera dorada que está considerado uno de los mejores de la isla de Chipre. El iconostasio fue tallado entre 1773 y 1782 y dorado entre 1793 y 1797, la mayoría de los iconos que contiene son del siglo XVIII.
Un incendio en 1970 dañó gran parte del interior de la iglesia, incluyendo una sección del iconostasio junto a sus iconos correspondientes. El iconostasio fue parcialmente restaurado entre 1972 y 1974. Durante las renovaciones posteriores de la iglesia, el 2 de noviembre de 1972 fueron descubiertos restos humanos en un sarcófago de mármol en el altar y fueron identificados como parte de las reliquias del santo, al parecer no todos sus restos habían sido trasladados a Constantinopla, tal y como se creía hasta ese momento.
Agios Lazaros es la iglesia más famosa de Lárnaca, razón por la cual es frecuentemente confundida con la catedral de la ciudad, la cual es realmente la Catedral de la Santa Transfiguración del Salvador.

## Celebraciones
En el llamado "Sábado de Lázaro", es decir el sábado anterior al Domingo de Ramos, el icono de la Resurrección de San Lázaro es llevado en procesión por las calles de Lárnaca para conmemorar la resurrección del santo.

## Galería

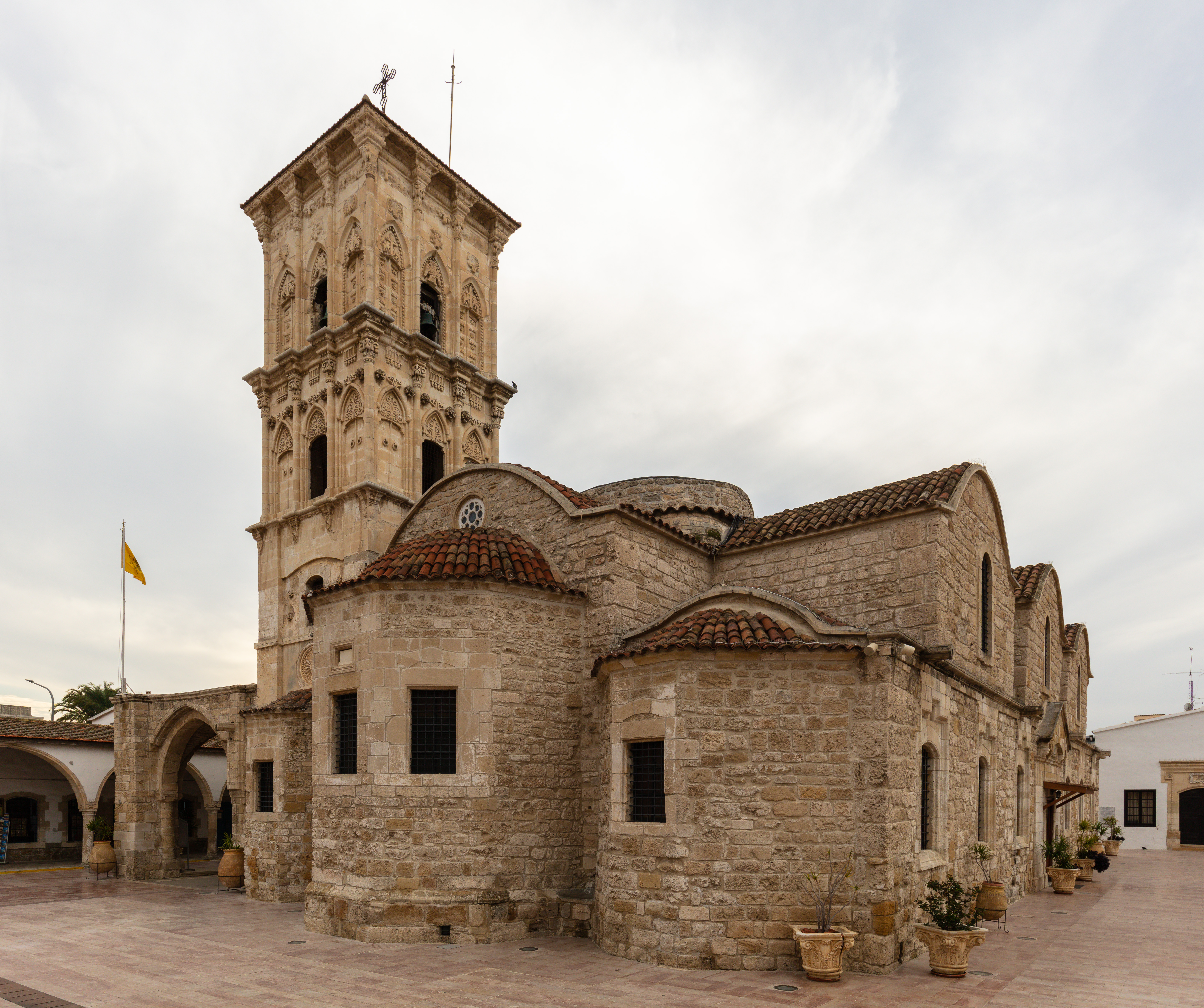
Vista general.
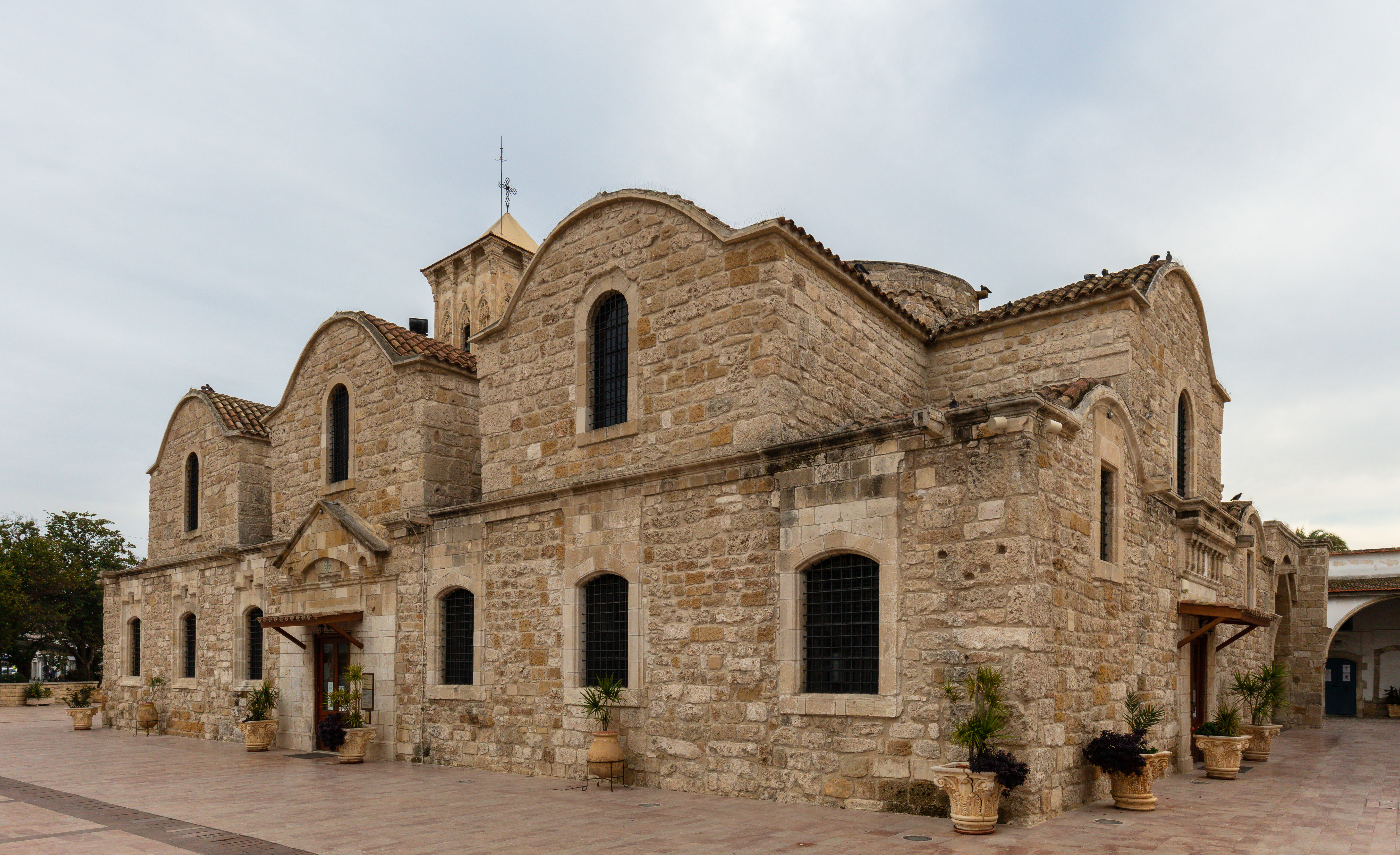
Entrada.
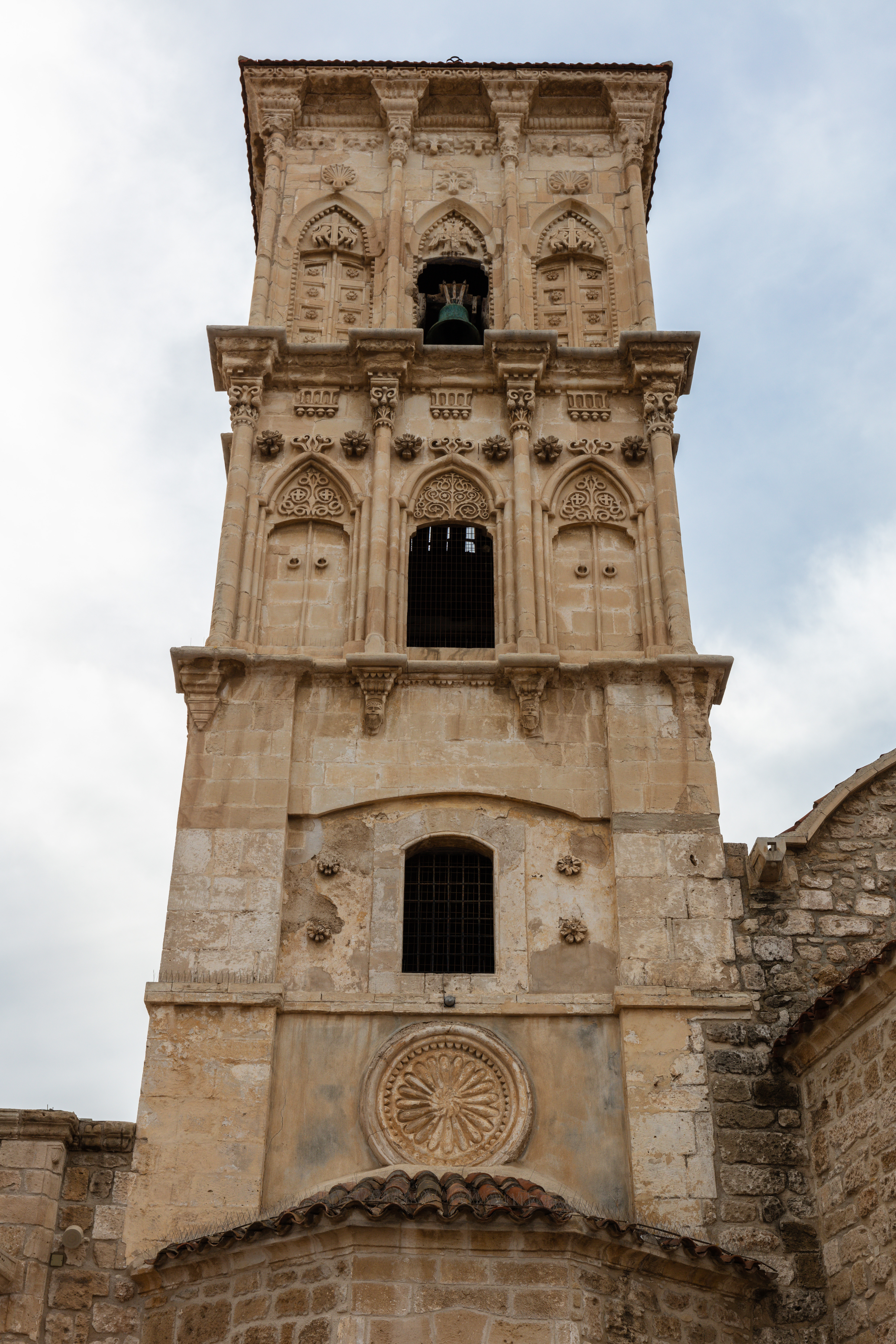
Campanario.
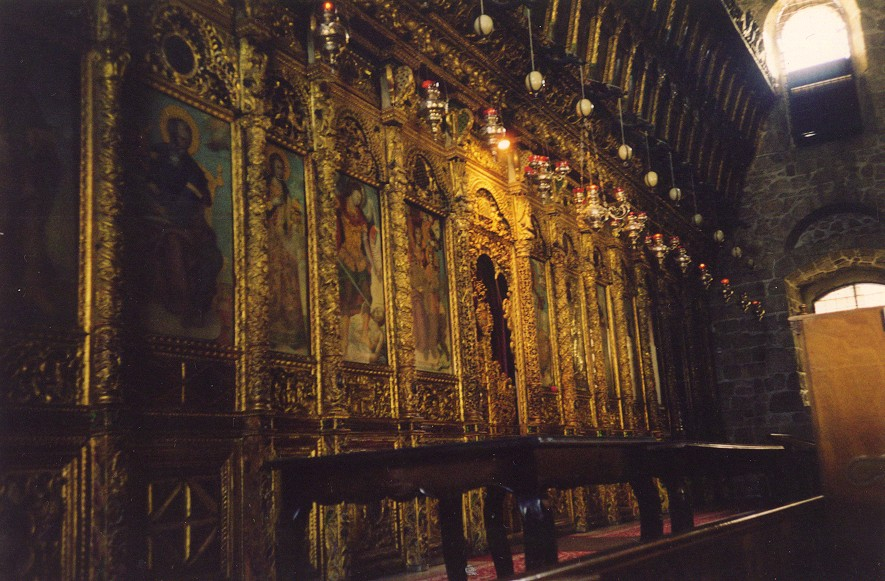
Iconostasio.
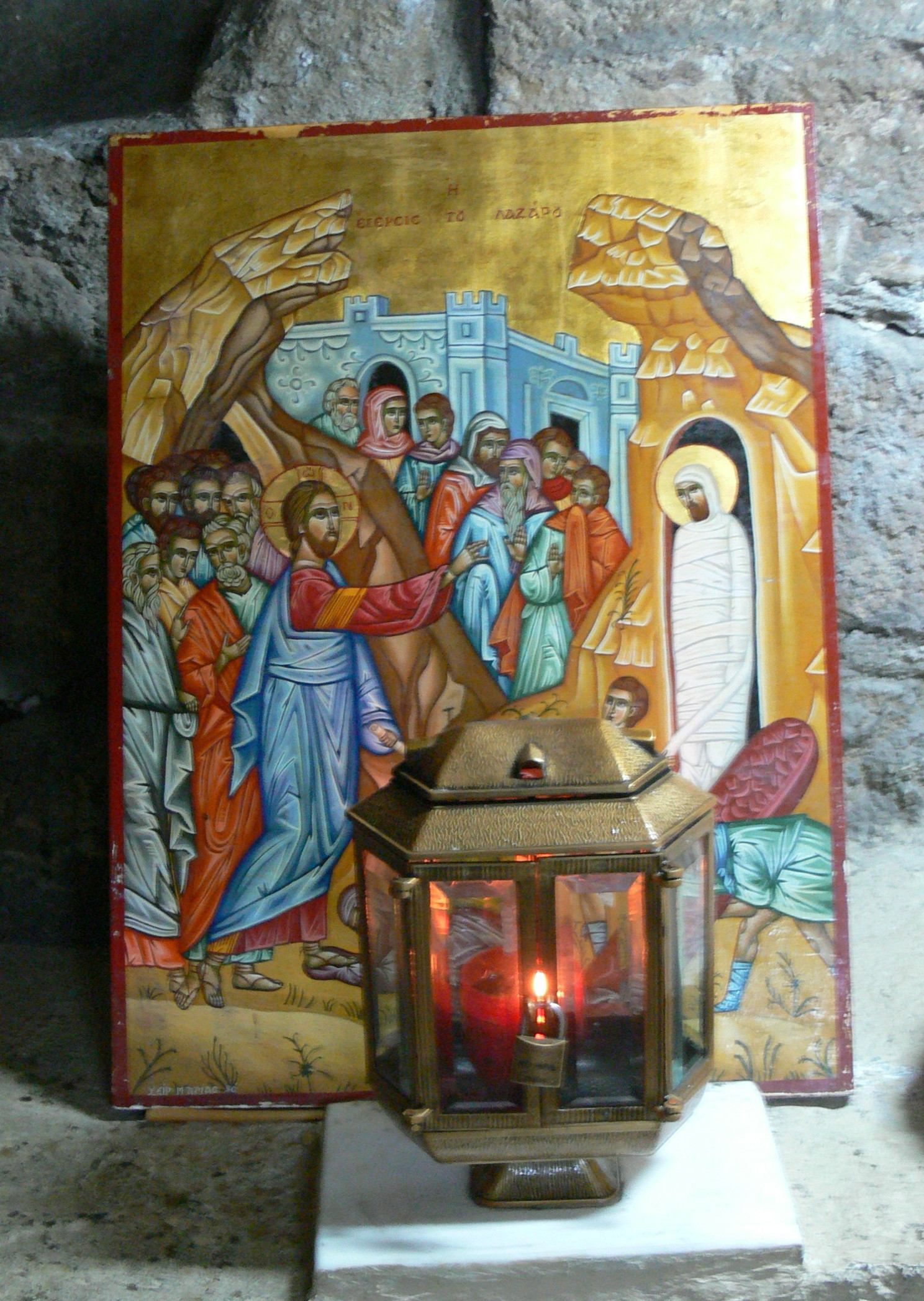
Icono de la Resurrección de San Lázaro.
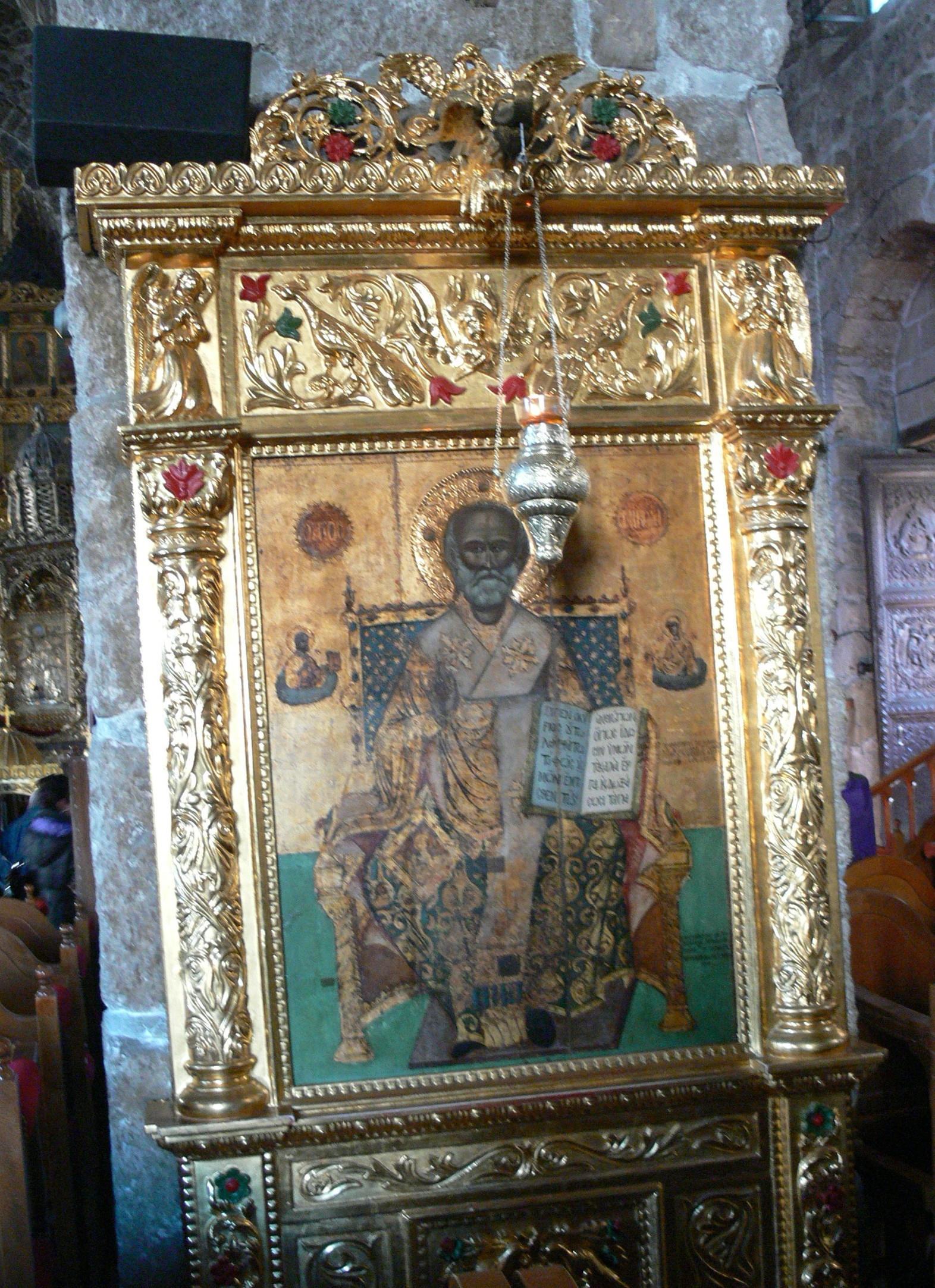
Icono de San Lázaro vestido como obispo.
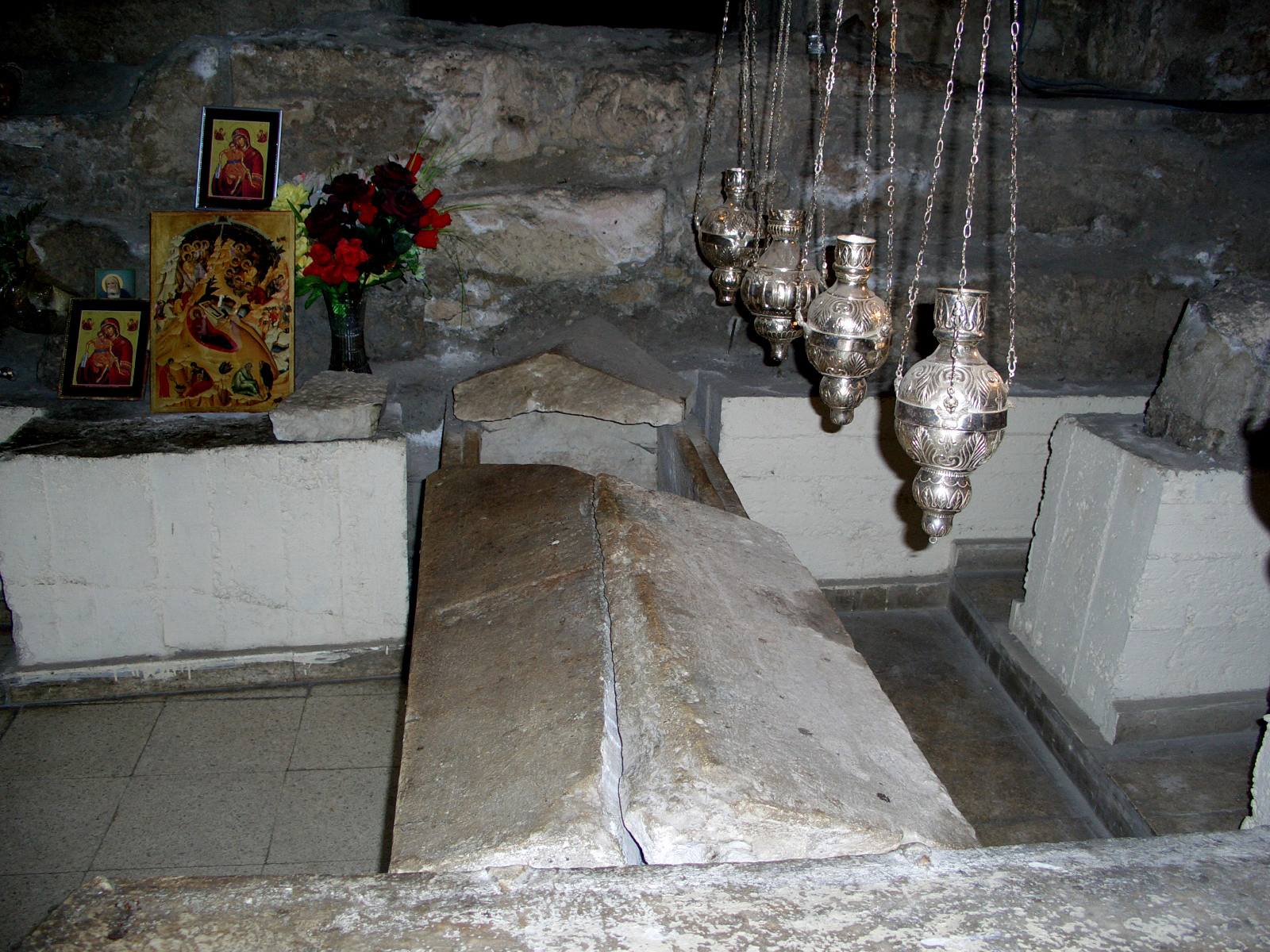
Tumba de San Lázaro.
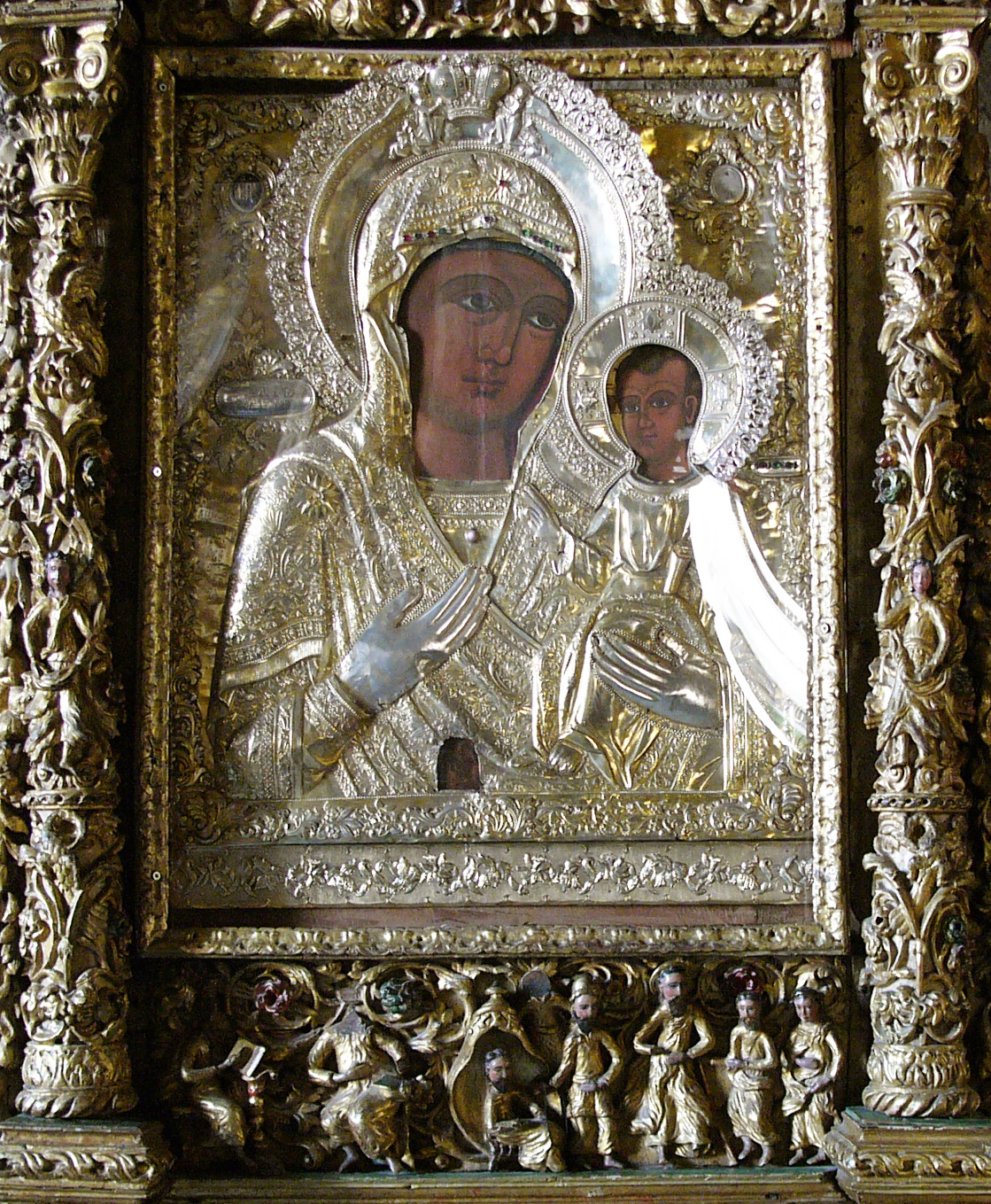
Icono de la Virgen María.
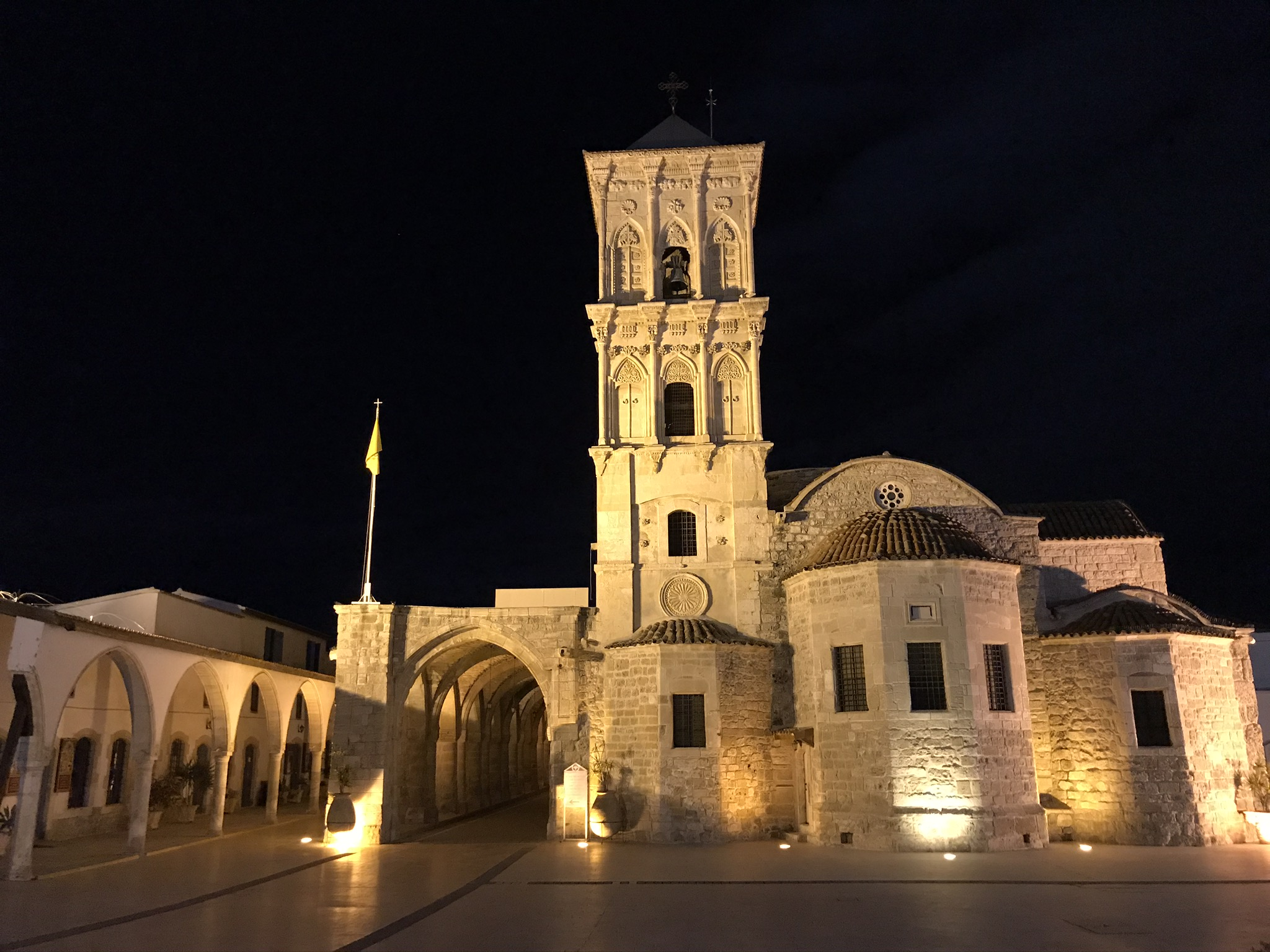
Iglesia de San Lázaro de noche desde la plaza.